# Communauté rurale de Ndondol
 (février 2023).
La communauté rurale de Ndondol est une communauté rurale du Sénégal située au centre-ouest du pays. 
Elle fait partie de l'arrondissement de Ngoye, du département de Bambey et de la région de Diourbel.
Son chef-lieu est Ndondol.
Lors du dernier recensement, la CR comptait 16 572 personnes et 1 578 ménages.